# Виноградов Михайло Вікторович
Виноградов Михайло Вікторович (рос. Михаил Викторович Виноградов, англ. Mihail Vinogradov), нар.1938 р., м. Москва — 1 січня 2021, там само) — російський психіатр і криміналіст, офіцер спецслужби СРСР-Росії (полковник), гіпнолог, доктор медичних наук, професор психіатрії; автор понад 150 наукових праць, чимало його наукових праць є державним секретом Російської Федерації, мають гриф «секретно».

## Життєпис
Вступив на навчання на кафедрі психіатрії з метою оволодіння технікою гіпнозу (гіпнотичний вплив на відстані при відсутності слухового і зорового контактів). І закінчив навчання на кафедрі психіатрії Першого Московського державного медичного університету імені І. М. Сєченова.
У 1976—1990 рр. згідно постанови ЦК КПРС і Ради Міністрів СРСР керував Центром спеціальних досліджень, очолював службу з психолого-психіатричного захисту військ й населення, аналізував всі дослідження з пси-впливів у Росії.
Брав участь у ліквідації наслідків землетрусів у Вірменії (у Спітаку 1988 р.) та в Ірані, аварії на Чорнобильській АЕС. Керував Центром психофізіологічних досліджень в органах МВС.
У 1999 р. заснував та очолив Центр правової та психологічної допомоги в екстремальних ситуаціях. Учасник діяльності Громадської палати при президентові РФ, Громадської ради МВС РФ, Громадської ради ФСБ Росії, Національного антитерористичного комітету, громадського руху «Демократична правова Росія».
Від 2000 р. почав працювати над складанням візуального та психологічного портрету, над розробкою алгоритму злочинних дій маніяків на підставі характеру злочину.
У 2009 р. ініціював створення некомерційного партнерства «Ліга екстрасенсів РФ».
Завершив студіювання на аспірантурі Інституту медико-біологічних проблем Академії медичних наук СРСР з психофізіології та ординатуру кафедри психіатрії Першого Московського державного медичного університету імені І. М. Сєченова, працював гіпнологом. Став регулярно проводити експертизу дослідів з вивчення екстрасенсорних здібностей людини.
- Тема його кандидатської дисертації — аналіз поведінки особистості в екстремальних ситуаціях, психофізіологічної стійкості й т.п.[4]: «Прогноз надійності особистості в екстремальних умовах»[9]. З цього приводу його наукова праця «Злочинна поведінка серед особового складу міліції» засекречена з 1983 року, досі тримається під грифом «таємно»[10].

Став керівником Центру психофізіологічних досліджень в системі МВС РФ;
- і його докторська дисертація була присвячена проблемам психологічної деформації співробітників МВС[4]: «Психічна деформація співробітників міліції та пов'язані з цим надзвичайні події»[9].

Працював в інституті судової психіатрії, а також консультував військовий інститут з проблем підбору кадрів і оцінки особистості.
Учасник досліджень в області військової психології і військової психіатрії, де вперше впровадив у РФ модифіковані ним психологічні методики і тести, що використовуються у військових дослідженнях в США; він привіз в РФ перший поліграф (детектор брехні), завдяки його доробку відпрацьована була методика дослідження та розпочато його застосування.
Створив і очолив першу і єдину на той момент в РФ Бригаду з надання екстреної допомоги в місцях масових катастроф та стихійних лих, що було прообразом МНС РФ.
Є експертом газети «Комсомольської правди», автором колонки в аналітичній газеті «РБК daily».
Є учасником програми «Незалежне розслідування» на телеканалі «НТВ», є експертом програми «Битви екстрасенсів» на каналі «ТНТ» від часу її створення.
Став займатися проблемами психології тероризму й особливо небезпечної злочинності; сприяння в розшуку маніяків і серійних злочинців, допомоги в розшуку безвісти зниклих.
Його 5 монографій опубліковані в Угорщині, Польщі, Японії та США. Нагороджений Урядовими нагородами, почесним знаком «Винахідник СРСР». Його біографія є в біографічної енциклопедії успішних людей в Росії «WHO IS WHO В РОСІЇ».

## Політичні погляди
Має антиукраїнські погляди..

## Праці
- «Преступное поведение среди личного состава милиции» (Злочинна поведінка серед особового складу міліції), г. Москва, 1983 г. (засекречена[джерело?]) (рос.)
- «Прогноз надежности личности в экстремальных условиях» (Прогноз надійності особистості в екстремальних умовах) (рос.)
- «Психическая деформация сотрудников милиции и связанные с этим чрезвычайные происшествия» (Психічна деформація співробітників міліції та пов'язані з цим надзвичайні події) (рос.)
- «Битва экстрасенсов. Как это работает?», 2014 г. (рос.)